# Bumperkleef
Bumperkleef is een Nederlandse thriller uit 2019 van Lodewijk Crijns. De première was tijdens het Nederlands Film Festival in Utrecht. Vervolgens ging de film in 76 Nederlandse bioscoopzalen in roulatie.

## Verhaal
Een gezin met twee kinderen gaat met de auto een weekend op bezoek bij opa en oma van vaderskant. Vader Hans (Jeroen Spitzenberger) is een gestreste en gehaaste man die door zijn neiging tot bumperkleven op de snelweg een verkeersruzie uitlokt met Ed, de bestuurder van een witte bestelbus (Willem de Wolf) die hem het doorrijden belet door zich netjes aan de maximumsnelheid te houden. Terwijl de vader zijn behoefte doet bij een tankstation confronteert de bestuurder van de bestelbus zijn vrouw Diana (Anniek Pheifer) en twee dochters. Wanneer de vader tussenbeide komt bekritiseert Ed hem om zijn agressieve weggedrag. De vader weigert echter zijn ongelijk toe te geven, en een slaande ruzie wordt maar net voorkomen. Terug op de snelweg blijft de witte bestelbus hen achtervolgen.

## Cast
- Jeroen Spitzenberger als Hans (vader)
- Anniek Pheifer als Diana (moeder)
- Roosmarijn van der Hoek als Milou (dochter)
- Liz Vergeer als Robine (dochter)
- Willem de Wolf als Ed
- Hubert Fermin als Joop (opa)
- Truus te Selle als Trudy (oma)